# Franz Ruppen
Franz Ruppen, né le 24 février 1971 à Sierre (originaire de Naters), est une personnalité politique suisse, membre de l'Union démocratique du centre (UDC). 
Il est député du canton du Valais au Conseil national de 2015 à mai 2021, puis conseiller d'État.

## Biographie
Franz Ruppen naît le 24 février 1971 à Sierre, en Valais. Il est originaire de Naters, dans le district de Brigue.
Il étudie le droit à l'Université de Berne, où il fait notamment partie de la société d'étudiants AKV Burgundia (de). Après avoir obtenu sa licence, il passe le barreau et obtient son brevet de notaire dans le canton du Valais.
Il est célibataire et vit à Naters. À l'armée, il a le grade de capitaine.

## Parcours politique
Franz Ruppen est d'abord élu au Conseil communal de Naters en 2004 ; en 2016, il remporte la présidence de la ville contre Philipp Matthias Bregy, devenant le premier UDC à présider une commune valaisanne. Il s'y représente et y est réélu en 2020. Il démissionne après son élection au Conseil d'État, et est remplacé par la PDC Charlotte Salzmann-Briand.
Lors des élections cantonales de 2005, il est élu député au Grand Conseil valaisan et siège dans la commission de justice. Réélu en 2009, il devient chef du groupe parlementaire de l'UDC du Haut-Valais. Il est également président de l'UDC haut-valaisanne de 2008 à 2021. Il démissionne de son poste de député lors de son élection au Conseil national ; Michael Graber le remplace à la présidence du groupe.
En 2015, il est élu au Conseil national ; il y siège dans la Commission de l'environnement, de l'aménagement du territoire et de l'énergie. Discret mais travailleur, il s'engage sur des thèmes comme les redevances hydrauliques et le tir du loup,. Il est réélu en 2019. Franz Ruppen est membre de l'Action pour une Suisse indépendante et neutre.
Il se présente au Conseil d'État lors des élections cantonales de 2021, défendant le 2e siège du Haut-Valais. Plébiscité par 80 % du Haut lors du second tour, il est élu conseiller d'État avec 50 982 voix. Il démissionne alors du Conseil national, laissant Mathias Reynard siéger jusqu'au 31 mai.